# Øvrebø kommun
Øvrebø kommun (norska: Øvrebø kommune) var en kommun i Vest-Agder fylke i södra Norge. Tätorten Skarpengland utgjorde kommunens centralort.

## Administrativ historik
Øvrebø kommun upprättades den 1 januari 1838 (som Øvrebøe formannskapsdistrikt) när Formannskapslovene från 1837 trädde i kraft. Kommunen omfattade då hela nuvarande Vennesla kommun samt ett område i den nordvästra delen av nuvarande Kristiansands kommun.
1865 delades kommunen i två och de båda kommunerna Vennesla respektive Øvrebø og Hægeland bildades. Den gamla kommunen hade vid delningen totalt 2 932 invånare.
Den 1 juli 1896 återupprättades Øvrebø kommun när Øvrebø og Hægelands kommun delades i två och de båda kommunerna Øvrebø respektive Hægeland bildades. Kommunen omfattade då den sydvästra delen av nuvarande Vennesla kommun (Øvrebø socken) samt ett område i den nordvästra delen av nuvarande Kristiansands kommun och hade 888 invånare vid återupprättandet.
Den 1 januari 1964 upplöstes kommunen och delades. Huvuddelen (med 925 invånare) fördes, tillsammans med Hægelands kommun, till Vennesla kommun medan Eikelands krets (med 39 invånare) fördes, tillsammans med Greipstads kommun och huvuddelen av Finslands kommun, till den då nybildade Songdalens kommun (sedan den 1 januari 2020 en del av Kristiansands kommun). Kommunen hade vid delningen totalt 964 invånare.